# Gleichgeschlechtlich

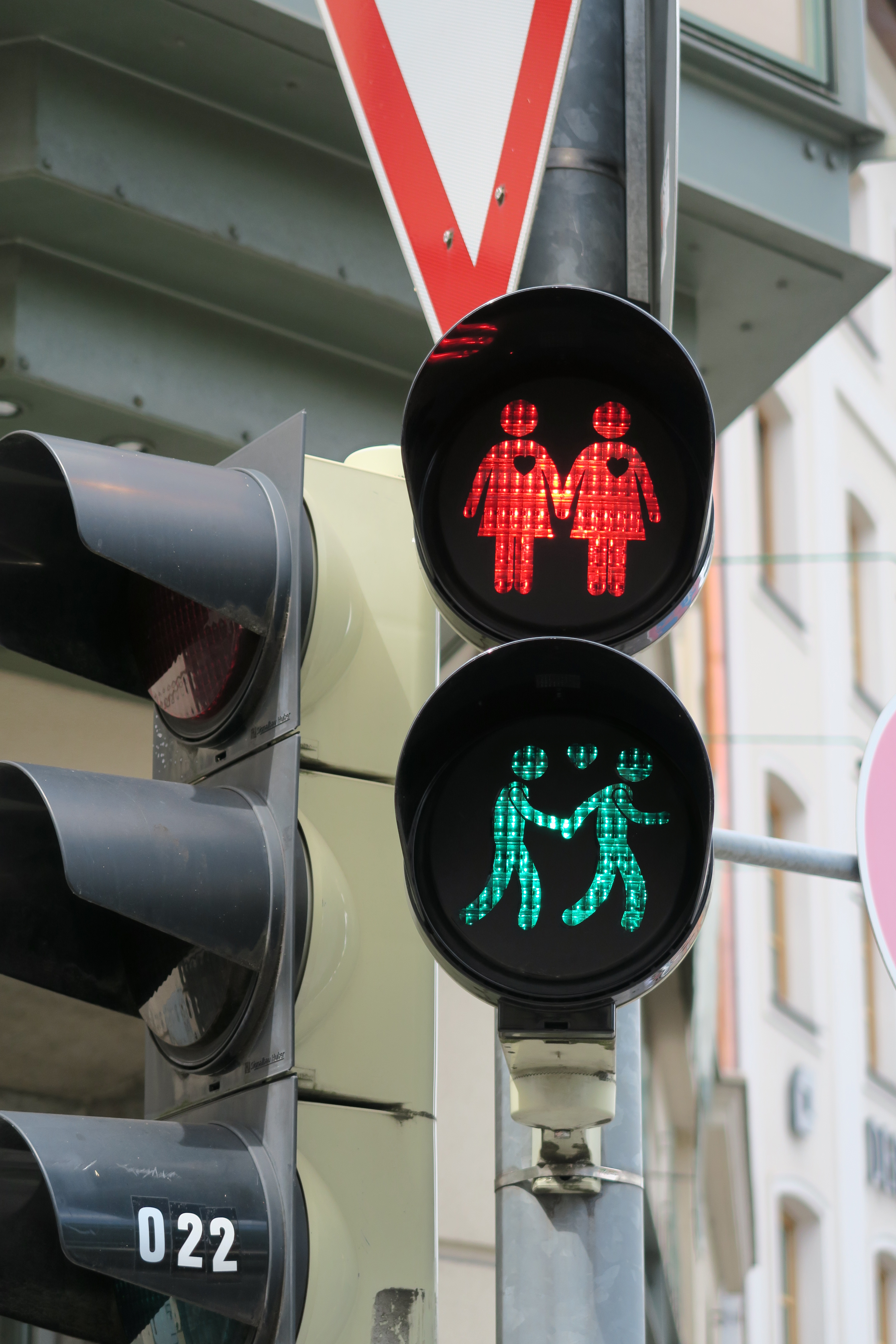
Gleichgeschlechtliche Ampelpärchen im Glockenbachviertel in München

Das Adjektiv gleichgeschlechtlich kann eine von zwei ähnlichen Bedeutungen haben:
- Einerseits bedeutet es auf ein Wesen des gleichen Geschlechts gerichtetes Verlangen oder Verhalten, also homosexuell. Als Antonym wird hier meist gegengeschlechtlich, also heterosexuell verwendet. Selten wird gemischtgeschlechtlich  in der Bedeutung von bisexuell verwendet.
- Andererseits bedeutet es im Geschlecht übereinstimmend. Als Antonym hierzu wird meist gemischtgeschlechtlich oder verschiedengeschlechtlich verwendet.

Als Substantive existieren Gleichgeschlechtlichkeit, Verschiedengeschlechtlichkeit und Gemischtgeschlechtlichkeit. Selten wird für die Personen Gleichgeschlechtlicher und noch seltener Verschiedengeschlechtlicher verwendet. Die hier besprochenen Wörter werden meist als Adjektiv mit einer Personenbezeichnung verwendet. Also zum Beispiel „die gleichgeschlechtlich Liebenden“.

## Übereinstimmend
Eineiige Zwillinge sind fast immer gleichgeschlechtlich, in Ausnahmefällen verschiedengeschlechtlich.
Tiere werden je nach ihrem Wesen und dem Haltungsziel gleichgeschlechtlich, gemischtgeschlechtlich oder einzeln gehalten. 
Eine gleichgeschlechtliche oder früher auch nach Rasse getrennte Klassen- oder Schulführung, wird Monoedukation oder Seedukation genannt. Das Antonym für gemischtgeschlechtlichen oder nicht nach Rassen getrennten Unterricht heißt Koedukation.
Im Gegensatz zu meist gemischtgeschlechtlichen FKK-Bereichen werden Saunen heutzutage sowohl gleichgeschlechtlich, als auch gemischtgeschlechtlich geführt. In konservativeren Kulturen gibt es solche Einrichtungen nur gleichgeschlechtlich und in einigen Gesellschaften erstreckt sich Gleichgeschlechtlichkeit auch auf sehr viele Bereiche des alltäglichen Lebens.

## Die Beziehung
Ein Mittelding sind Beziehungen, wo gleichgeschlechtlich meist in der Bedeutung homosexuell verwendet wird. Hier können beide Formen verwendet werden. Von den Betrachteten aus ist die Beziehung gleichgeschlechtlich und ein Paar mit Mann und Frau gegengeschlechtlich. Vom außenstehenden Betrachter  ist die Beziehung auch gleichgeschlechtlich und eine Beziehung zwischen Mann und Frau verschiedengeschlechtlich.
Eine polyamore Beziehung kann gemischt- oder gleichgeschlechtlich oder aus mehreren gegen- und/oder gleichgeschlechtlichen Beziehungen bestehen. Polygame Beziehungen sind nur gleich- oder gegengeschlechtlich, auch wenn beides zur selben Zeit vorhanden sein kann.

## Anziehend
Gleichgeschlechtlich und gegengeschlechtlich sind die deutschsprachigen Übersetzungen der aus jeweils einem griechischen und einem lateinischen Teil zusammengesetzten hybriden Wörter homosexuell und heterosexuell. Im Gegensatz zu diesen wird der semantische Focus von der sexuellen (dt.: „geschlechtlichen“) Beziehung zwischen den Personen auf das Geschlecht der an der Beziehung beteiligten Personen gelenkt. Weiters besteht keine Verwechslung mehr mit der lateinischen Bedeutung von homo, der Mann. Gleichgeschlechtlich ist sehr weit verbreitet und gewinnt an Bedeutung. Unter anderem auch durch die häufigere Verwendung von same sex im Englischen und den vielfältigen Übersetzungen von Büchern, Artikeln und Nachrichtenmeldungen.

### Hintergrund und Etymologie
Übersicht: Bezeichnungen für Homosexualitäten
Anfang des 19. Jahrhunderts gab es nur meist sehr abwertende Ausdrücke für gleichgeschlechtlichen Sex und gleichgeschlechtliche Anziehung. Die meisten waren umgangssprachlich, wenige wurden auch in der Wissenschaft verwendet, in der Belletristik kam es selten vor und wurde meist umschrieben. Mit Heinrich Hössli begannen 1821 die Bemühungen für eine Akzeptanz der gleichgeschlechtlich Liebenden. Er veröffentlichte sein Werk unter dem Titel Die Männerliebe …, welche prinzipiell Mann und Frau haben können, mit dem Zusatz … der Griechen. Karl Heinrich Ulrichs führte 1864 die für Gleichgeschlechtliche geltenden Begriffe Uranismus, Urning und Urninde und die für Verschiedengeschlechtliche geltenden Begriffe Dioning, Dioninge ein. Karl Maria Kertbeny prägte 1868 das Begriffstripel „Monosexual, Homosexual und Heterosexual“. Richard von Krafft-Ebing sorgte ab 1886 mit seiner Psychopathia sexualis für eine sehr große Verbreitung. Im Jahre 1870 führte Carl Friedrich Otto Westphal die Begriffe „konträre Sexualempfindung“ und „Konträrsexueller“ ein. Aus diesen wurde über den Umweg über Italienisch, Französisch und Rückübersetzung ins Deutsche die „sexuelle Inversion“ und der „Invertierte“. Auch der Begriff „Geschlechtswahnsinn“ Von Johann Ludwig Casper war ein Versuch „erst einmal neutrale Bezeichnungen zu finden“. In den folgenden Jahren waren die Begriffe Ulrichs, Kertbenys und Westphals etwa gleich weit verbreitet.
1914 merkt Magnus Hirschfeld an, dass sich der Begriff Homosexualität weitgehend durchgesetzt hat. Er merkte aber auch zwei bis heute bestehende und bemerkbare große Nachteile des Begriffs an. Die meistverwendetsten Bedeutungen des Begriffs homo in Bezug auf den Menschen sind die lateinischen „Mann“ oder „Mensch“ und nicht das griechische homós („gleich“). Und der zweite Teil des Wortes stammt ja aus dem lateinischen. Dadurch wird „homo“ sehr oft mit Mann gleichgesetzt, Homosexualität somit mit männlicher Homosexualität und es kommt meist durch heterosexuelle Menschen zu skurrilen Formulierungen wie „Homosexuelle und Lesben“. Verhängnisvoller findet er noch den Umstand, dass unter dem Eindruck der Endung „sexuell“ das Wort vielfach nicht im Sinne gleichgeschlechtlicher Artung oder Orientierung erfasst und gebraucht wird, sondern im Sinne einer sexuellen Handlung.
Die Bezeichnungen „gleichgeschlechtlich / Gleichgeschlechtlichkeit / Gleichgeschlechtlicher“ tauchen erstmals in den Anfangszeiten der Sexualwissenschaft um die Jahrhundertwende auf. Häufiger erscheinen sie ab 1910, nachdem der Eindruck entstanden war den vielen „Fremdwörtern für Gleichgeschlechtlichkeit“ hilflos ausgeliefert zu sein. Es besteht deshalb die Möglichkeit, dass die hybriden Wörter Kertbenys rückübersetzt wurden um sich der fachsprachlichen, medizinischen Färbung zu entledigen. Das Gegenwort gegengeschlechtlich ist ebenfalls aus dieser Zeit belegt. In den Jahrbüchern um die Jahrhundertwende kommt auch „(die) Gleichgeschlechtlich-veranlagten“ vor. In Döblins Roman Berlin Alexanderplatz aus dem Jahre 1926 ist auch von den Gleichgeschlechtlichen die Rede.
Von etwa 1900 bis in die 1960er gab es auch in der Bewegung immer wieder Versuche passende und positive Begriffe zu finden, von denen manche einen größeren Bekanntheitsgrad erreichten. Bei manchen spielt auch der Zwang mit, sich bedeckt zu halten und etwas nicht gleich für jeden erkennbares zu verwenden, wie etwa Abwandlungen von Freund und Freundin. In einem 1946 erschienenen Artikel über die Frage, wie man sich denn nun benennen solle, hält Kurt Hiller auch die Bezeichnung Gleichgeschlechtlicher für möglich, gibt aber zu bedenken, dass er es für nicht schön hält. Und sprachologisch stimmt es für ihn nicht ganz, da die Hingezogenheit keinen Ausdruck findet. Auch Gleichgeschlechtlichkeit klingt für ihn „schlecht und unklar“. Trotz der Kritik Hillers ist das Wort Gleichgeschlechtlichkeit in einigen, auch aktuellen, Wörterbüchern belegt. Die Bezeichnung Gleichgeschlechtliche wird selten verwendet.
Die Einwände Hirschfelds zum Begriff Homosexualität bestehen noch immer, auch wenn es ganz langsam zurückgeht. Bleibtreu-Ehrenberg weist 1981 darauf hin, dass selbst der Gutwillige keinen wertneutraleren Begriff kennt, dieser aber das homosexuelle Individuum stark auf einen Teilaspekt, die Sexualität, reduziert und dadurch einengt. Selbst innerhalb der Lesben- und Schwulenbewegung kam es zu Diskussionen, Konfrontationen und dadurch Arbeitsbehinderungen, weil es keinen wertneutralen Begriff gab. In der sechsbändigen Auflage des Großen Duden (1976–1981) fügt die Redaktion die Bemerkung „bes. von Mann zu Mann“ hinzu. In der achtbändigen Ausgabe (1993–1995) fehlt dieser Hinweis. Ernest Borneman weist 1990 auf öffentliche Umfragen hin, wo die Mehrzahl der Deutschen glaubt, dass Homosexualität „Geschlechtsverkehr unter Männern“ bedeutet. Im selben Jahr weist das Wörterbuch Richtige Wortwahl auf zwei verschiedene Verwendungen hin: „H. wird in der (mediz.) Fachsprache auf Männer und Frauen bezogen, in der Alltagssprache dagegen nur auf Männer.“ Besonders trifft dies auf das Substantiv Homosexueller zu.
In deutschsprachigen Gesetzestexten stand immer das Geschlecht der Personen und die Sexuelle Handlung im Vordergrund. Sexuelle Orientierung war nie von Interesse und der Begriff Homosexualität wurde dort nie verwendet. In einem Gesetzesentwurf der BRD aus dem Jahre 1962 war von „gleichgeschlechtlicher Unzucht“ die Rede und Österreich setzte diese Formulierung 1971 in die Tat um. Auch waren von 1767 bis 1971 die österreichischen Verbote immer geschlechtsneutral gehalten, da es für Frauen und Männer strafbar war. Danach waren bis 1997 zwei Paragraphen für Schwule und Lesben gültig.
In Österreich waren die Aktivisten der Bewegung daher dauernd mit dem Begriff gleichgeschlechtlich konfrontiert und er wurde auch in anderem Kontext aktiv genutzt. Heute ist es im gesamten deutschen Sprachraum weit verbreitet. Für die vielen unterschiedlichen Lebenskonzepte der heterogenen Gruppe der Homosexuellen, der Bisexuellen, aber auch der geneigten Heterosexuellen wird gerne der Begriff gleichgeschlechtliche Lebensweisen verwendet. Gerne auch bei Funktionen („Beauftragter für …“), Dienststellen, Beratungsangeboten und vielem mehr. Gerne wird es auch in der historischen Geschichte und Soziologie verwendet, da es das Konzept des heutigen Homosexuellen erst seit Ulrichs gibt, auch wenn es davor schon vereinzelt ähnliche Identitäten gegeben hat.